# Задача прихованої підгрупи
Задача прихованої підгрупи (з англійської Hidden subgroup problem - HSP) є підходом до розв'язку задач в математиці та теоретичній інформатиці. В рамках підходу можна розглядати задачі факторизації, пошуку дискретного логарифму, ізоморфізму графів, та пошуку найкоротшого вектора. Це робить задачу дуже важливою в теорії квантових обчислень, оскільки факторизація за алгоритмом Шора в квантових обчисленнях є прикладом задачі про приховану підгрупу для скінченної абелевої групи, тоді як інші задачі відповідають неабелевим скінченним групам.

## Постановка задачі
Нехай група {\displaystyle G} має підгрупу {\displaystyle H\leq G}. Також нехай маємо певну функцію {\displaystyle f:G\to X}, що відображає елементи групи {\displaystyle G} в елементи деякої множини {\displaystyle X}. Говориться, що функція {\displaystyle f} приховує підгрупу {\displaystyle H}, якщо для всіх {\displaystyle g_{1},g_{2}\in G,f(g_{1})=f(g_{2})} тоді і тільки тоді, коли {\displaystyle g_{1}H=g_{2}H}. Іншими словами, {\displaystyle f} є константою на кожному класі суміжності, і водночас є різною для різних класів суміжності підгрупи {\displaystyle H}.
Задача прихованої підгрупи. Нехай {\displaystyle G} є групою, {\displaystyle X} - скінченною множиною, а функція {\displaystyle f:G\to X} приховує підгрупу {\displaystyle H\leq G}. Функція {\displaystyle f} задається оракулом, який використовує {\displaystyle O(\log |G|+\log |X|)} бітів. Задача полягає в тому, щоб, використовуючи інформацію, отриману з обчислень {\displaystyle f} через оракул, визначити множину генераторів для підгрупи {\displaystyle H}.
Є також особливий випадок, коли множина {\displaystyle X} також є групою (функція {\displaystyle f} є груповим гомоморфізмом), а підгрупа {\displaystyle H} є ядром функції {\displaystyle f}.

## Мотивація
Задача прихованої підгрупи є особливо важливою в теорії квантових комп'ютерів з нижче перерахованих причин.
- Алгоритм Шора факторизації чи пошуку дискретного логарифму (а також кілька його узагальнень) опирається на можливості квантових компютерів розв`язати HSP для скінченних абелевих груп.
- Існування ефективного квантового алгоритму для HSP для певних неабелевих груп означало б існування ефективного квантового алгоритму для розв`язку двох важливих задач: ізоморфності графів[en] і деяких задач про пошук найкоротшого вектора (SVP) на ґратках. Точніше кажучи, ефективний квантовий алгоритм для HSP для симетричних груп передбачав би існування квантового алгоритму для ізоморфізму графів[1]. Ефективний квантовий алгоритм для HSP для діедричної групи давав би можливість знайти єдиний найкоротший вектор (unique-SVP) за поліноміальний час від розмірності ґратки {\displaystyle n}[2].

## Алгоритми
Існує ефективний квантовий алгоритм для розв`язку HSP для скінченних абелевих груп за час поліноміальний від {\displaystyle \log |G|}. Для довільної групи відомо, що задача прихованої підгрупи розв’язується з задіянням поліноміального числа обчислень оракула. Однак складність схеми, яка реалізує цей алгоритм, може бути експоненційною за {\displaystyle \log |G|}, що робить алгоритм неефективним в цілому, адже ефективний алгоритм мусить бути поліноміальним як за кількістю обчислень оракула, так і за часом виконання. Існування такого алгоритму для довільних груп є відкритим питанням. Квантові алгоритми, поліноміальні в часі, існують для певних підкласів груп, таких як напівпрямі добутки деяких абелевих груп.

### Алгоритм для абелевих груп
Алгоритм для абелевих груп використовує представлення, тобто гомоморфізми з {\displaystyle G} на {\displaystyle \mathrm {GL} _{k}(\mathbb {C} )}, які є загальними лінійними групами над кільцем комплексних чисел. Представлення групи {\displaystyle G} є незвідним, якщо воно не може бути виражене як прямий добуток двох або більше представлень {\displaystyle G}. Для абелевої групи всі незвідні представлення є характерами, які є представленнями порядку 1; іншими словами, для абелевих груп не існує незвідних представлень вищих порядків.

#### Означення квантового перетворення Фур'є
Квантове перетворення Фур'є може бути означене в термінах {\displaystyle \mathrm {Z} _{N}}, адитивної циклічої групи порядку {\displaystyle N}. Введемо характер{\displaystyle \chi _{j}(k)=\omega _{N}^{jk}=e^{2\pi i{\frac {jk}{N}}},}
тоді квантове перетворення Фур'є має визначення
{\displaystyle F_{N}|j\rangle ={\frac {1}{\sqrt {N}}}\sum _{k=0}^{N}\chi _{j}(k)|k\rangle .}
Далі визначаємо стани {\displaystyle |\chi _{j}\rangle =F_{N}|j\rangle }. Будь-яка абелева група може бути записана як прямий добуток кількох циклічних груп {\displaystyle \mathrm {Z} _{N_{1}}\times \mathrm {Z} _{N_{2}}\times \ldots \times \mathrm {Z} _{N_{m}}}. На квантовому комп’ютері це можна представити як тензорний добуток кількох регістрів розмірів {\displaystyle N_{1},N_{2},\ldots ,N_{m}} відповідно, а квантове перетворення Фур'є загалом можна представити як {\displaystyle F_{N_{1}}\otimes F_{N_{2}}\otimes \ldots \otimes F_{N_{m}}}.

#### Процедура
Множина характерів групи {\displaystyle G} в свою чергу також формують групу {\displaystyle {\widehat {G}}}, що називається дуальною групою до {\displaystyle G}.
Також ми маємо підгрупу {\displaystyle H^{\perp }\leq {\widehat {G}}} розміру {\displaystyle |G|/|H|} , що визначається як {\displaystyle H^{\perp }=\{\chi _{g}:\chi _{g}(h)=1{\text{ for all }}h\in H\}}
На кожній ітерації алгоритму квантова схема видає елемент {\displaystyle g\in G}, що відповідає характеру {\displaystyle \chi _{g}\in H^{\perp }}, і оскільки {\displaystyle \chi _{g}(h)={1}} для всіх {\displaystyle h\in H}, це допомагає визначити, якою є {\displaystyle H}.
Алгоритм наступний:
1. Почати з стану {\displaystyle |0\rangle |0\rangle }, де базові стани лівого реєстру є елементами {\displaystyle G}, а базові стани правого реєстру є елементами {\displaystyle X}.
2. Створити суперпозицію базових станів {\displaystyle G} в лівому реєстрі, що відповідає повному станові {\textstyle {\frac {1}{\sqrt {|G|}}}\sum _{g\in G}|g\rangle |0\rangle }.
3. Задіяти функцію {\displaystyle f}. Після цього загальний стан буде {\textstyle {\frac {1}{\sqrt {|G|}}}\sum _{g\in G}|g\rangle |f(g)\rangle }.
4. Зробити вимір на правому реєстрі, результатом якого буде {\displaystyle f(s)} для деякого {\displaystyle s\in G}, а стан колапсує до {\textstyle {\frac {1}{\sqrt {|H|}}}\sum _{h\in H}|s+h\rangle |f(s)\rangle } , оскільки {\displaystyle f} має однакове значення для всіх елементів з класу суміжності {\displaystyle s+{H}}. Надалі, відкидаючи правий реєстр, маємо стан {\textstyle {\frac {1}{\sqrt {|H|}}}\sum _{h\in H}|s+h\rangle }.
5. Застосовуючи квантове перетворення Фур`є, отримуємо стан {\textstyle {\frac {1}{\sqrt {|H|}}}\sum _{h\in H}|\chi _{s+h}\rangle }.
6. Цей стан є рівний (деталі нижче) станові {\textstyle {\sqrt {\frac {|H|}{|G|}}}\sum _{\chi _{g}\in H^{\perp }}\chi _{g}(s)|g\rangle }, який в свою чергу може бути виміряний для того, щоб отримати інформацію про {\displaystyle H}.
7. Повторюємо, допоки не визначимо {\displaystyle H} (або множини генераторів {\displaystyle H}).

Стани в кроках 5 і 6 є рівними, оскільки: {\displaystyle {\begin{aligned}{\frac {1}{\sqrt {|H|}}}\sum _{h\in H}|\chi _{s+h}\rangle &={\frac {1}{\sqrt {|H||G|}}}\sum _{h\in H}\sum _{g\in G}\chi _{s+h}(g)|g\rangle \\&={\frac {1}{\sqrt {|H||G|}}}\sum _{g\in G}\chi _{s}(g)\sum _{h\in H}\chi _{h}(g)|g\rangle \\&={\frac {1}{\sqrt {|H||G|}}}\sum _{g\in G}\chi _{g}(s)\left(\sum _{h\in H}\chi _{g}(h)\right)|g\rangle \\&={\sqrt {\frac {|H|}{|G|}}}\sum _{\chi _{g}\in H^{\perp }}\chi _{g}(s)|g\rangle \end{aligned}}} Для встановлення останньої рівності ми використовуємо тотожнсть:
{\displaystyle \sum _{h\in H}\chi _{g}(h)={\begin{cases}|H|&\chi _{g}\in H^{\perp }\\0&\chi _{g}\notin H^{\perp }\end{cases}}}
яка може бути виведена з ортогональності характерів. Характери групи {\displaystyle G} формують ортогональний базис: {\displaystyle {\frac {1}{\vert H\vert }}\sum _{h\in H}\chi _{g}(h)\chi _{g'}(h)={\begin{cases}1&g=g'\\0&g\neq g'\end{cases}}}
Ми вважаємо {\displaystyle \chi _{g'}} тривіальними представленнями, які відображають всі елементи в  {\displaystyle 1}, щоб отримати наступну рівність:{\displaystyle \sum _{h\in H}\chi _{g}(h)={\begin{cases}\vert H\vert &g{\text{ is trivial}}\\0&g{\text{ is not trivial}}\end{cases}}}Так як сумування здійснюється по {\displaystyle H}, тривіальність {\displaystyle \chi _{g}} має значення тільки тоді, коли {\displaystyle \chi _{g}} також тривіальна по {\displaystyle H}; тобто, якщо {\displaystyle \chi _{g}\in H^{\perp }}. Таким чином, ми знаємо, що в результаті сумування ми отримаємо  {\displaystyle \vert H\vert }, якщо {\displaystyle \chi _{g}\in H^{\perp }}, і отримаємо {\displaystyle 0} , якщо {\displaystyle \chi _{g}\notin H^{\perp }}.
Кожне вимірювання остаточного стану дасть додаткову інформацію про {\displaystyle H}, так як ми знаємо, що {\displaystyle \chi _{g}(h)=1} для всіх {\displaystyle h\in H}. {\displaystyle H}, або множина генераторів для {\displaystyle H}, буде знайдено після поліноміальної кількості вимірювань. Розмір множини генераторів буде логарифмічно малим, у порівнянні з розміром {\displaystyle G}. Позначимо через {\displaystyle T} множину генераторів для {\displaystyle H}, тобто, {\displaystyle \langle T\rangle =H}. Розмір підгрупи, згенерованої {\displaystyle T}, подвоюватиметься, коли до неї додаватиметься новий елемент {\displaystyle t\notin T}, тому що {\displaystyle H} і {\displaystyle t+H} є неперетинними і {\displaystyle H,t+H\subseteq \langle \{t\}\cup T\rangle }. Таким чином, розмір множини генераторів {\displaystyle |T|} задовольняє наступне співвідношення{\displaystyle |T|\leq \log |H|\leq \log |G|}Отже, множину генераторів для {\displaystyle H} можна отримати у поліноміальний час, навіть якщо {\displaystyle G} є експоненційним у розмірі.

## Приклади
Багато алгоритмів, для яких можна отримати квантове пришвидшення, є прикладами задачі прихованої підгрупи. У таблиці внизу подано важливі прикладі задачі прихованої підгрупи, та зазначено їхню розв'язність.
| Задача                        | Квантовий алгоритм                    | Абелева? | Поліноміальний час розв'язання? |
| ----------------------------- | ------------------------------------- | -------- | ------------------------------- |
| Задача Дойча                  | Алгоритм Дойча; алгоритм Дойча — Йожи | Так      | Так                             |
| Задача Саймона                | Алгоритм Саймона                      | Так      | Так                             |
| Знаходження порядку           | Алгоритм знаходження порядку Шора     | Так      | Так                             |
| Дискретне логарифмування      | Алгоритм Шора § Дискретні логарифми   | Так      | Так                             |
| Знаходження періоду           | Алгоритм Шора                         | Так      | Так                             |
| Абелів стабілізатор           | Алгоритм Китаєва                      | Так      | Так                             |
| Ізоморфізм графів             | Немає                                 | Ні       | Ні                              |
| Задача про найкоротший вектор | Немає                                 | Ні       | Ні                              |